# Condensador de superficie

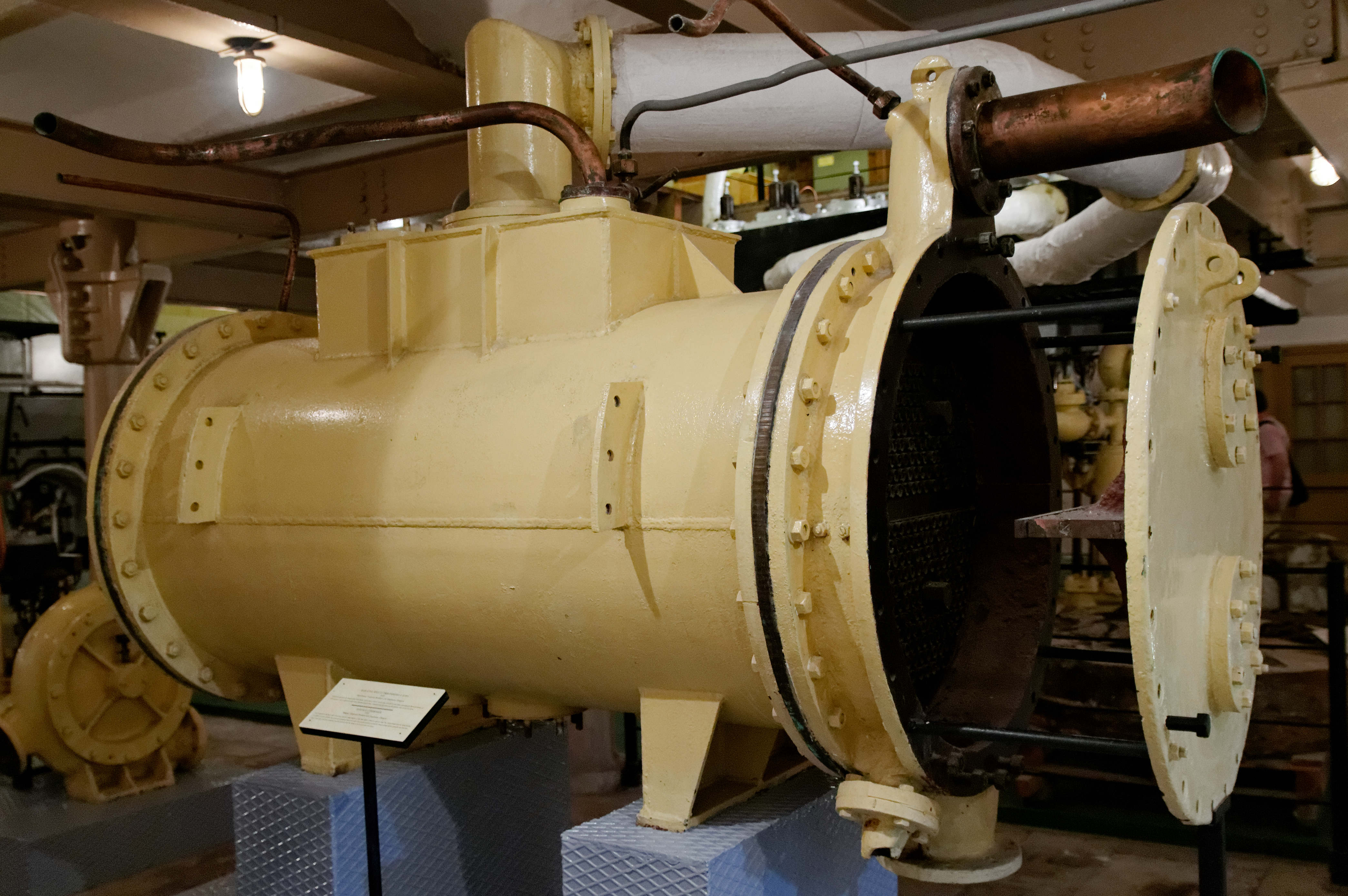
Condensador de superficie, con la placa final extendida para mostrar la batería de tubos

Un condensador de superficie es un tipo de intercambiador de calor de carcasa y tubos enfriado por agua, generalmente utilizado en las centrales termoeléctricas para condensar el vapor del escape de una turbina de vapor. Estos condensadores son intercambiadores de calor que convierten el vapor de su estado gaseoso a líquido a una presión inferior a la presión atmosférica. Cuando hay escasez de agua de refrigeración, se suele utilizar un condensador enfriado por aire. Sin embargo, un condensador enfriado por aire es significativamente más caro y no puede alcanzar una presión (y temperatura) de escape de una turbina de vapor tan baja como un condensador de superficie enfriado por agua.
Los condensadores de superficie también se utilizan en aplicaciones e industrias distintas de la condensación de los gases de escape de las turbinas de vapor en las centrales eléctricas.

## Propósito
En las centrales térmicas, el propósito de un condensador de superficie es condensar el vapor de escape de una turbina de vapor para obtener una eficiencia máxima, y también convertir el vapor de escape de la turbina en agua pura (conocida como condensado de vapor) para que pueda ser reutilizada como agua de alimentación en un generador de vapor o en una caldera.
La turbina de vapor en sí es un dispositivo para convertir el calor del vapor en potencia mecánica. La diferencia entre el calor del vapor por unidad de masa en la entrada de la turbina y el calor del vapor por unidad de masa en la salida de la turbina representa el calor que se convierte en energía mecánica. Por lo tanto, cuanto mayor sea la conversión de calor por unidad de masa de vapor en potencia mecánica en la turbina, mejor será su eficiencia. Al condensar el vapor de escape de una turbina a una presión inferior a la atmosférica, la caída de la presión del vapor entre la entrada y el escape de la turbina aumenta, lo que incrementa la cantidad de calor disponible para su conversión en energía mecánica. La mayor parte del calor liberado debido a la condensación del vapor de escape es transportado por el medio de enfriamiento (agua o aire) utilizado por el condensador de superficie.

## Diagrama del condensador de superficie refrigerado por agua

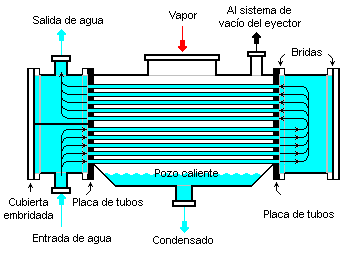
Diagrama de un condensador de superficie típico enfriado por agua

El diagrama adyacente muestra un condensador de superficie enfriado por agua típico que se usa en centrales eléctricas para condensar el vapor de escape de una turbina de vapor que impulsa un generador eléctrico, así como en otras aplicaciones. Existen muchas variaciones en su diseño según el fabricante, el tamaño de la turbina de vapor y otras condiciones específicas del lugar en el que van a utilizarse.

### Carcasa
La carcasa es el cuerpo más externo del condensador y contiene en su interior los tubos del intercambiador de calor. Está fabricada con placas de acero al carbono, y cuenta con los refuerzos necesarios para proporcionar al dispositivo la rigidez requerida. Cuando el diseño seleccionado así lo exige, se instalan placas intermedias que sirven como elementos deflectores que conforman la ruta de flujo deseada para el vapor de condensación. Las placas también brindan soporte para evitar que los tubos largos se doblen o desplacen.
En la parte inferior de la carcasa, donde se acumula el líquido condensado, se instala una salida. En algunos diseños se dispone un sumidero con una cubeta (a menudo denominado pozo caliente). El condensado se bombea desde la salida o el sumidero para su reutilización como alimentación de la caldera.
Para la mayoría de los condensadores de superficie enfriados por agua, el interior de la carcasa está sometido a un vacío [parcial] cuando se encuentra en condiciones normales de funcionamiento.

### Sistema de vacío

Diagrama de un típico inyector o eyector moderno. Para un eyector de vapor, el fluido motriz es el vapor

En el caso de los condensadores de superficie enfriados por agua, el vacío interno de la carcasa suele ser suministrado y mantenido por un sistema externo de eyectores de chorro de vapor. Un sistema eyector de este tipo utiliza vapor como fluido motor para eliminar cualquier gas no condensable que pueda estar presente en el condensador de superficie. El funcionamiento de los eyectores de chorro de vapor es una aplicación del efecto Venturi, un caso particular del principio de Bernoulli.
También es habitual utilizar con este cometido bombas de vacío mecánicas accionados por un motor, como las del tipo de anillo líquido.

### Placas tubulares
En cada extremo de la carcasa, se dispone una lámina de espesor suficiente, generalmente hecha de acero inoxidable, con orificios para insertar y enrollar los tubos. El extremo de entrada de cada tubo también tiene una boca acampanada para facilitar la entrada de agua. Este diseño reduce la formación de torbellinos en la entrada de cada tubo, minimizando el desgaste y el efecto de fricción sobre el flujo de vapor. Algunos fabricantes también emplean inserciones de plástico en la entrada de los tubos con el mismo fin. En unidades más pequeñas, algunos modelos utilizan casquillos para sellar los extremos de los tubos, en lugar de enrollarlos. Para controlar la expansión longitudinal de los tubos, algunos diseños tienen una junta de expansión entre la carcasa y la placa del tubo, lo que permite que esta última se mueva longitudinalmente. En unidades más pequeñas, los tubos se comban un poco para permitir la expansión del tubo, con las dos cajas de agua de los extremos fijadas rígidamente al armazón.

### Tubos
Generalmente los tubos están hechos de acero inoxidable, aleaciones de cobre como latón o bronce, cuproníquel o titanio, dependiendo de varios criterios de selección. El uso de aleaciones que contienen cobre, como latón o cuproníquel, es poco común en instalaciones nuevas, debido a las preocupaciones ambientales que plantean las aleaciones de cobre tóxicas. También dependiendo del tratamiento del agua del ciclo de vapor para la caldera, puede ser conveniente evitar materiales de tubos que contengan cobre. Los tubos de condensador de titanio suelen ser la mejor opción técnica, aunque su uso ha sido prácticamente eliminado debido al fuerte aumento de los costes de este material. Las longitudes de los tubos varían hasta aproximadamente 85 pies (26 m) para las plantas de energía modernas, dependiendo el tamaño del condensador. El tamaño elegido se basa en las condiciones de transporte desde la fábrica y en la facilidad de montaje en el lugar de instalación. El diámetro exterior de los tubos generalmente varía de 3/4 de pulgada (19,1 mm) a 1 1/4 de pulgada (31,8 mm), según las consideraciones de fricción del agua de refrigeración del condensador y el tamaño general del mismo.

### Cajas de agua
La placa de soporte situada en cada lado del condensador con los extremos de los tubos enrollados, está cerrada por una cubierta de la caja, conocida como caja de agua, con una conexión embridada a la placa tubular o carcasa del condensador. La caja de agua suele estar provista de orificios de acceso sobre tapas con bisagras para permitir la inspección y limpieza.
Estas cajas de agua en el lado de entrada también tendrán conexiones bridadas para la entrada de agua de refrigeración controlada por una válvula de mariposa, un pequeño tubo de ventilación con una válvula para el purgado de aire situada en la parte más alta y una válvula de drenaje manual en la parte inferior para vaciar la caja de agua durante las operaciones de mantenimiento. De manera similar, en la caja de agua de salida, la conexión del agua de refrigeración está embridada; y cuenta con una válvula de mariposa, una conexión de ventilación también en el nivel superior y conexiones de drenaje en el nivel inferior. De manera similar, disponen de termómetros ubicados en las tuberías de entrada y salida para realizar mediciones locales de la temperatura del agua de refrigeración.
En unidades más pequeñas, algunos fabricantes construyen la carcasa del condensador y las cajas de agua con fundición de hierro.

## Corrosión
En el lado del agua de refrigeración del condensador:
Los tubos, las placas de tubos y las cajas de agua pueden estar hechos de materiales que tengan diferentes composiciones, y están siempre en contacto con el agua en circulación. Esta agua, dependiendo de su composición química, actuará como electrolito entre la composición metálica de los tubos y las cajas de agua. Esto dará lugar a procesos de corrosión electrolítica que comenzará primero en los materiales más anódicos.
Los condensadores a base de agua de mar, en particular cuando el agua está contaminada, deben soportar las peores condiciones de corrosión. El agua de río con sustancias contaminantes tampoco es deseable para refrigerar el condensador.
Es necesario tener en cuenta el efecto corrosivo del agua de mar o de río, y adoptar medidas correctivas. Un método es el uso de hipoclorito de sodio, o cloro, para garantizar que no haya crecimiento de organismos marinos en las tuberías o en los tubos. Esta práctica debe estar estrictamente regulada para garantizar que el agua circulante que regresa al mar o al nacimiento del río no se vea afectada.
En el lado de vapor (carcasa) del condensador:
La concentración de gases no disueltos es alta en los tubos de la zona de aire. Por lo tanto, estos tubos están expuestos a mayores índices de corrosión. Algunas veces estos tubos se ven afectados por grietas por corrosión bajo tensión, si las tensiones residuales originales no se eliminan completamente durante la fabricación. Para superar estos efectos de la corrosión, algunos fabricantes emplean tubos con mayor resistencia a la corrosión en esta zona.

### Efectos de la corrosión
A medida que los extremos del tubo se corroen, existe la posibilidad de que se produzca una fuga de agua de refrigeración hacia el lado del vapor, contaminando el vapor o el líquido condensado, lo que es perjudicial para el generador de vapor. Las otras partes de las cajas de agua también pueden verse afectadas a largo plazo, lo que requiere reparaciones o reemplazos que impliquen paradas prolongadas.

### Protección contra la corrosión
Normalmente se emplea la protección catódica para superar este problema. Se montan placas de zinc (las más baratas) como ánodos de sacrificio en lugares adecuados dentro de las cajas de agua. Estas placas de zinc se corroerán en primer lugar, debido a su carácter anódico. Por lo tanto, estos ánodos de zinc requieren inspección y reemplazo periódicos, aunque esto implica comparativamente menos tiempo de inactividad. Las cajas de agua fabricadas con chapa de acero también están protegidas en su interior con pintura epoxi.

## Efectos del ensuciamiento lateral de los tubos
Como era de esperar, con un gran volumen de agua de mar o de río fluyendo a través de las tuberías del condensador, cualquier cosa que esté contenida dentro del agua puede terminar en última instancia en la placa de tubos del condensador o dentro de los propios tubos. La suciedad en los tubos se divide en cinco categorías principales: incrustaciones de partículas como limo y sedimentos; bioincrustaciones y biopelículas; incrustaciones y cristalización como carbonato de calcio; macroincrustaciones de todos tipos, desde mejillones cebra que pueden crecer en la placa tubular, hasta madera u otros desechos que bloquean la tubería; así como productos residuales procedentes de la propia corrosión del condensador.
Dependiendo del alcance de la contaminación, el impacto puede ser bastante severo en la capacidad del dispositivo para condensar el vapor de escape proveniente de la turbina. A medida que se acumula suciedad dentro de las tuberías, se crea un efecto aislante y las características de transferencia de calor de los tubos disminuyen, lo que a menudo requiere que la turbina se desacelere hasta un punto en el que el condensador pueda manejar el vapor de escape producido. Normalmente, esto puede resultar bastante costoso para las centrales eléctricas en forma de reducción de la producción, aumento del consumo de combustible y aumento de las emisiones de CO2. Esta "reducción de potencia" de la turbina debido a las tuberías obstruidas o a la suciedad en el condensador es una indicación de que la planta necesita limpiar las tuberías para recuperar la capacidad instalada de la turbina. Están disponibles diversos métodos de limpieza, incluidas opciones con la instalación en funcionamiento o detenida, según las condiciones específicas de la planta.

## Otras aplicaciones de los condensadores de superficie
- Evaporación en vacío
- Refrigeración al vacío
- Energía maremotérmica
- Reemplazo de condensadores barométricos en sistemas eyectores accionados por vapor
- Recuperación de energía geotérmica
- Sistemas de desalinización

## Ensayos
Se utilizan códigos de ensayo nacionales e internacionales para estandarizar los procedimientos y definiciones utilizados en las pruebas de condensadores grandes. En EE. UU., la ASME publica varios códigos de pruebas de rendimiento en condensadores e intercambiadores de calor. Entre ellas, figura la norma ASME PTC 12.2-2010, Condensadores de superficie de vapor; y la norma PTC 30.1-2007, Condensadores de vapor enfriados por aire.